# Острів Цивольки
О́стрів Циво́льки (рос. Остров Циволько) — невеликий острів в затоці Петра Великого Японського моря. Знаходиться за 3,3 км на південний захід від острова Кротова та за 3 км на захід від острова Желтухіна. Адміністративно належить до Первомайського району Владивостока Приморського краю Росії.

## Географія
Острів скелястий, видовженої форми з півночі на південь. За 300 м від північно-східного краю острова простягається риф мінімальної глибини 0,6 м. На південному узбережжі міститься мальовнича печера.

## Історія
Острів нанесений на карту експедицією підполковника корпусу флотських штурманів Василя Бабкіна в 1862–1863 роках. Тоді ж і був названий на честь прапорщика корпусу флотських штурманів Августа Цивольки, який брав участь в експедиції Петра Пахтусова по дослідженню Нової Землі.